# Neotyphloceras rosenbergi
Neotyphloceras rosenbergi är en loppart som först beskrevs av Rothschild 1904.  Neotyphloceras rosenbergi ingår i släktet Neotyphloceras och familjen mullvadsloppor. Inga underarter finns listade i Catalogue of Life.